# Aeronautica militare somala
L'Aeronautica militare somala, in inglese Somali Air Force (SAF), già Somali Air Corps (SAC), è l'attuale componente aerea delle Forze armate della Somalia. La SAF era l'aviazione più potente del Corno d'Africa prima che lo scoppio della guerra civile somala ne causasse il rapido scioglimento nel 1991, sorte toccata contestualmente alle altre forze armate del paese. Il suo processo di ricostituzione è iniziato nel 2010 ed è ancora in corso.

## Storia

### Dal periodo coloniale al 1969
La Somalia divenne indipendente nel 1960 ma l'aviazione militare somala era stata fondata già nel 1954 col nome di Corpo di Sicurezza della Somalia, noto in inglese come Somali Aeronautical Corps. In seguito ad un accordo siglato tra Italia e Somalia nel 1962, gli aviatori somali si addestrarono in Italia con l'istruzione fornita da piloti italiani; al contempo, 50 allievi somali iniziarono l'addestramento anche in Unione Sovietica, acquistando all'estero preziose conoscenza militari. Inizialmente l'Aeronautica aveva in dotazione pochi mezzi occidentali, tra cui i Piaggio P.148 per l'addestramento di volo.

### Dalla dittatura di Siad Barre allo scioglimento (1969-1991)
Nel 1969 il Comandante in Capo dell'Esercito Mohammed Siad Barre prese il potere con un colpo di Stato ed avviò ben presto intensi programmi di modernizzazione della Somalia che coinvolsero molto fortemente le Forze Armate, Aeronautica inclusa. Numerosi avieri furono inviati per l'addestramento in Italia, Unione Sovietica, Stati Uniti e Regno Unito. Tornati in patria, questi aviatori divennero i più importanti istruttori e piloti militari della Somalia. In breve tempo l'Aeronautica Somala divenne una delle migliori dell'Africa.
La SAF fu impegnata molto a fondo nella Guerra dell'Ogaden contro l'Etiopia, svoltasi nel 1977-78. Nel conflitto la Somalia perse 28 mezzi aerei.

### Dotazione storica
Segue l'elenco parziale dei mezzi in dotazione alla SAF fino al 1991:
- Shenyang J-6: 50 J-6 consegnati.[1]
- Mikoyan-Gurevich MiG-21MF e Mikoyan-Gurevich MiG-21U, aerei da caccia: Minimo 57, forse ne furono consegnati 72.[2]
- Mikoyan-Gurevich MiG-17, aereo da caccia: 30 ordinati nel 1966-1967[2]
- Mikoyan-Gurevich MiG-15, aereo da caccia: 26 ordinati nel 1963.[2]
- Alenia G.222, aereo da trasporto: ne furono ordinati 6 ma ne furono consegnati solo 2[2]
- 3 Douglas C-47 Dakota/Skytrain, aerei da trasporto; precedentemente appartenenti all'Italia.[2]
- 6 Aermacchi SF-260W e 6 Aermacchi SF-260M, aerei da addestramento basico.[2]
- Piaggio P.148, aereo da addestramento

### Aviatori famosi
Gli aviatori militari somali di maggior rilievo sono:
- Ali Matan Hashi, artefice dell'Aeronautica Militare Somala nata nel 1960, ne fu il Comandante in Capo ininterrottamente dal 1960 al 1972
- Asli Hassan Abade, prima pilota donna della Somalia, vincitrice di una borsa di studio all'Accademia Aeronautica degli Stati Uniti
- Ibrahim Mohamed Y, primo pilota che si laureo' dall'accademia aeronautica di Pozzuoli. Ha fatto il corso leone IV nel 1989-1993.

## Aeromobili in uso
Sezione aggiornata annualmente in base al World Air Force di Flightglobal del corrente anno. Tale annuario non contempla aerei da trasporto VIP ed eventuali incidenti accorsi durante l'anno della sua pubblicazione. Modifiche giornaliere o mensili che potrebbero portare a discordanze nel tipo di modelli in servizio e nel loro numero rispetto a WAF, vengono apportate in base a siti specializzati, periodici mensili e bimestrali. Tali modifiche vengono apportate onde rendere quanto più aggiornata la tabella.
| Aeromobile             | Origine            | Tipo                   | Versione (denominazione locale) | In servizio (2018) | Note |
| Aerei da combattimento |                    |                        |                                 |                    | |
| Shenyang F-6           | Cina               | aereo da caccia        | F-6                             | 5                  | 50 F-6 consegnati.                                                                                                |
| Aerei da trasporto     |                    |                        |                                 |                    | |
| Aeritalia G.222        | Italia             | Aereo da trasporto     | G.222                           | 4                  | |
| Aerei da addestramento |                    |                        |                                 |                    | |
| Piaggio P.148          | Italia             | aereo da addestramento | P.148                           | 6                  | |
| Elicotteri             |                    |                        |                                 |                    | |
| Agusta-Bell AB 412     | Stati Uniti Italia | elicottero utility     | AB 412                          | 2                  | 2 AB 412 consegnati di seconda mano dall'Italia all'inizio del 2023, ed in servizio all'agosto dello stesso anno. |
| Agusta-Bell AB 212     | Stati Uniti Italia | elicottero utility     | AB 212                          | 4                  | |
| Agusta-Bell AB 204     | Stati Uniti Italia | elicottero utility     | AB 204                          | 1                  | |